# Des'ree
Desirée Annette Weeks (n. 30 noiembrie 1968), cunoscută sub numele de scenă Des'ree, este o cântăreață Pop/Soul din Anglia, care s-a bucurat de popularitate în anii 1990.
Ea este cunoscută publicului larg prin hiturile: "Feel So High", "You Gotta Be", "Life" și "Kissing You" de pe coloana sonoră a celei mai recente ecranizări a piesei Romeo și Julieta (William Shakespeare) din anul 1996.

## Carieră
Des'ree s-a născut la Londra în anul 1968. Mama ei este din Guyana, iar tatăl ei din Barbados. A fost atrasă de muzica reggae, calypso și jazz de către părinții ei, iar interesul ei pentru o carieră muzicală  a început la vârsta de 11 ani, în urma unei călătorii în Barbados împreună cu familia ei.
Des'ree a lansat următoarele 5 albume, având ca producător casa de discuri Sony Music Worldwide:
- Mind Adventures,
- I Ain't Movin'
- Supernatural
- Endangered Species
- Dream Soldier

Primul ei single, "Feel So High', (Mind Adventures)  a intrat în top 10 în the Marea Britanie și câteva alte țări europene, dar și în Japonia.
În 1994, hitul ei, "You Gotta Be" a stat mult timp în „Billboard Hot 100” pe primele 5 locuri, iar de 3 ori a fost pe locul 1. "You Gotta Be" a devenit cel mai difuzat hit pe postul de televiziune VH1.
Următorul ei album, I Ain't Movin' , a fost vândut într-un număr de peste 2.5 milioane de exemplare în întreaga lume. În 1995, a avut un turneu de mare succes în Statele Unite ale Americii  împreună cu Seal. În următorul an, ea a contribuit la coloana sonoră a celei mai recente ecranizări a piesei Romeo și Julieta (William Shakespeare), cu melodia Kissing You".
În 1997, noul ei single "Crazy Maze" a fost pe coloana sonoră a filmului Nothing to Lose, cu Tim Robbins și Martin Lawrence în rolurile principale.
În 1998, celebrul ei hit "Life" a devenit un hit în întreaga lume, atingând locul 1 în clasamentele de specialitate. În 1999, ea a câștigat premiul “BRIT Awards” la categoria “British Female Solo Artist”.
În 1998, hitul "Feel So High" a inspirat-o pe Janet Jackson în piesa ei, "Got 'Til It's Gone".
Tot în acest an, a mai avut următoarele duete:
- Bill Withers, "Aint No Sunshine", înregistrat de Ladysmith Black Mombazo
- "Silent Hero", împreună cu Prince Sampson
- "Feel So High", scris de Des'ree și Michael Graves

Între 1999 și 2003, Des'ree a studiat fotografia, ceramica și arta la Camberwell College of Arts.
În 2003, Sony a lansat un nou album Des'ree,  Dream Soldier în 2003. Acest album conține numai single-ul, "It's Okay".
Des'ree a mai avut colaborări cu alți artiști, cum ar fi "Fire"(în duet cu Kenneth "Babyface" Edmonds, parte a coloanei sonore a filmului "Plenty Lovin" cu Steve Winwood) și "Delicate (Terence Trent D'Arby Song)|Delicate" cu Terence Trent D'Arby.
În anul 2007, Des'ree a avut un conflict cu Beyoncé pentru că aceasta din urmă nu a respectat dreptulurile de autor în cover-ul după piesa "I'm Kissing You". În același an, piesa "Life" a ocupat primul loc în sondajul BBC "Worst Pop Lyrics Ever" (Cele mai proaste versuri din toate timpurile). De atunci și până în prezent, artista continuă să compună muzică și să se implice în activități de caritate.
În 2012, hitul “You Gotta Be” a fost utilizat pentru coloana sonoră a filmului Tyler Perry, "Good Deeds".

## Discografie

### Albume
| An   | Detalii album                                                                                          | Poziții în topuri | Poziții în topuri | Certificări                                |
| An   | Detalii album                                                                                          | UK                | US                | Certificări                                |
| ---- | --- | ----------------- | ----------------- | ------------------------------------------ |
| 1992 | Mind Adventures - Lansat: 17 February 1992 - Label: Sony - Formate: CD, cassette, MD, digital download | 26                | —                 |                                            |
| 1994 | I Ain't Movin' - Lansat: 5 July 1994 - Label: Sony - Formate: CD, MD, cassette, digital download       | 13                | 27                | - World: 1,600,000 - RIAA: Gold - NZ: Gold |
| 1998 | Supernatural - Lansat: 11 august 1998 - Label: Sony - Formate: CD, MD, cassette, digital download      | 16                | 185               |                                            |
| 2003 | Dream Soldier - Lansat: 31 March 2003 - Label: Sony - Formate: CD, cassette, digital download          | 178               |                   | —                                          |

| Titlu                                        | Detalii album                                                           |
| -------------------------------------------- | ----------------------------------------------------------------------- |
| Mystic Mixes                                 | - Lansat: 4 august 1999 - Label: Sony - Formate: CD                     |
| Endangered Species (B-sides and rare tracks) | - Lansat: 23 October 2000 - Label: Sony - Formate: CD, digital download |

### Single-uri
| Cântec                        | An   | Poziții în topuri | Poziții în topuri | Poziții în topuri | Poziții în topuri | Poziții în topuri | Certificări | Album           |
| Cântec                        | An   | UK                | AUS               | ITA               | SPA               | US                | Certificări | Album           |
| ----------------------------- | ---- | ----------------- | ----------------- | ----------------- | ----------------- | ----------------- | ----------- | --------------- |
| "Feel So High"1               | 1991 | 13                | 28                | —                 | —                 | 67                |             | Mind Adventures |
| "Mind Adventures"             | 1992 | 43                | —                 | —                 | —                 | —                 |             | Mind Adventures |
| "Why Should I Love You"       | 1992 | 44                | —                 | —                 | —                 | —                 |             | Mind Adventures |
| "You Gotta Be"                | 1994 | 20                | 9                 | 10                | 1                 | 5                 | - NZ: Gold  | I Ain't Movin'  |
| "I Ain't Movin'"              | 1994 | 44                | —                 | —                 | —                 | —                 |             | I Ain't Movin'  |
| "Little Child"                | 1994 | 69                | —                 | —                 | —                 | —                 |             | I Ain't Movin'  |
| "You Gotta Be" (remix)        | 1995 | 14                | —                 | —                 | 1                 | —                 |             | I Ain't Movin'  |
| "Kissing You"                 | 1997 | 91                | 17                | —                 | —                 | —                 |             | Supernatural    |
| "Life"                        | 1998 | 8                 | 8                 | 1                 | 1                 | —                 |             | Supernatural    |
| "Fire" (duet with Babyface)3  | 1998 | —                 | —                 | —                 | —                 | —                 |             | Supernatural    |
| "What's Your Sign?"           | 1998 | 19                | —                 | 19                | 1                 | —                 |             | Supernatural    |
| "God Only Knows" (Japan only) | 1999 | —                 | —                 | —                 | —                 | —                 |             | Supernatural    |
| "You Gotta Be" (1999 mix)3    | 1999 | 10                | —                 | —                 | 1                 | —                 |             | Supernatural    |
| "It's Okay"                   | 2003 | 69                | 96                | —                 | —                 | —                 |             | Dream Soldier   |
| "Why?"                        | 2003 | —                 | —                 | —                 | —                 | —                 |             | Dream Soldier   |

#### Ca artist invitat
| Cântec                                                          | An   | Poziții | Album            |
| Cântec                                                          | An   | UK      | Album            |
| --------------------------------------------------------------- | ---- | ------- | ---------------- |
| "Delicate" (Terence Trent D'Arby featuring Des'ree)             | 1993 | 14      | Symphony or Damn |
| "Ain't No Sunshine" (Ladysmith Black Mambazo featuring Des'ree) | 1999 | 42      |                  |

### Viniluri
- 1991, "Feel So High"
- 1992, "Mind Adventures"
- 1992, "Why Should I Love You?"
- 1992, "Competitive World"
- 1994, "You Gotta Be"
- 1994, "I Ain't Movin'"
- 1994, "Little Child"
- 1998, "Life"
- 1998, "What's Your Sign?"